# Budzisko (powiat suwalski)
Budzisko – wieś w Polsce położona w województwie podlaskim, w powiecie suwalskim, w gminie Szypliszki.
Według Pierwszego Powszechnego Spisu Ludności z 1921 roku wieś Budzisko liczyła 7 domów i 45 mieszkańców (23 kobiety i 22 mężczyzn). Wszyscy mieszkańcy miejscowości zadeklarowali wówczas wyznanie rzymskokatolickie. Jednocześnie większość mieszkańców wsi, w liczbie 36 osób, podała narodowość litewską, a pozostałe 9 osób podało narodowość polską. W okresie dwudziestolecia międzywojennego Budzisko znajdowało się w gminie Andrzejewo.
W latach 1975–1998 miejscowość administracyjnie należała do województwa suwalskiego.

## Przejście graniczne
W Budzisku znajdowało się drogowe przejście graniczne na Litwę.